# 斯庫亞島
54°1′S 37°15′W / 54.017°S 37.250°W

斯庫亞島在島嶼灣的位置

斯庫亞島是英國海外領土南喬治亞與南桑威奇群島的島嶼，位於南喬治亞島島嶼灣的入口處，普里昂島東北面。